# Championnat du monde de hockey sur glace 2011
Navigation
Allemagne 2010 Finlande/Suède 2012
Le 75e championnat du monde de hockey sur glace s'est disputé en Slovaquie du 29 avril au 15 mai 2011 dans les villes de Bratislava et Košice. La compétition est remportée par la Finlande, qui bat en finale la Suède par 6 buts à 1. Il s'agit du second titre de champion du monde de l'équipe finlandaise, après celui obtenus en 1995.

## Élite

### Choix du pays organisateur
Quatre pays, tous situés en Europe, ont déposé leur candidature pour accueillir le championnat du monde 2011. Ces pays sont :
- Finlande
- Hongrie
- Slovaquie
- Suède

Avant le vote, la Finlande se retire afin de présenter sa candidature pour l'édition 2012 qu'elle remportera,. Il est plus tard décidé que les championnats du monde 2012 et 2013, dont la Suède a obtenu l'organisation, seront coorganisés par les deux pays nordiques.
Après un tour de vote, les résultats sont annoncés le 19 mai 2006 par le président de la Fédération internationale de hockey sur glace, René Fasel, lors du congrès annuel de l'IIHF à Riga en Lettonie. La Slovaquie reçoit 70 votes, suivi par la Suède avec 20 votes et la Hongrie avec 14 votes. Les 50 % de voix nécessaires sont atteints dès le premier tour, ce qui finalise le choix de la Slovaquie, dont le président de la république Ivan Gašparovič est venu personnellement apporter son soutien.

### Villes et stades
Bratislava, capitale et plus grande ville de Slovaquie, accueille le championnat du monde élite pour la troisième fois après ceux de 1959 et 1992, à chaque fois avec Prague et en tant que part de la Tchécoslovaquie. En 1995, elle avait également reçu le Groupe B, nom du second échelon mondial à l'époque, à l'issue duquel l'équipe locale s'était imposée.
Les rencontres disputées dans cette ville ont lieu au Zimný štadión Ondreja Nepelu, également appelé Samsung Arena pour raison de partenariat mais qui porte le nom de Orange Arena pour la durée de la compétition. Cette aréna, ouverte en 1940 et utilisée lors des championnats 1992 et 1995, a connu pour l'occasion d'importantes rénovations et peut accueillir jusqu'à 9 765 spectateurs. Cependant, sa capacité est limitée à 9 245 durant la durée de l'évènement. 32 parties y sont jouées dont la finale le 15 mai.
| Bratislava                   | Košice                       |
| ---------------------------- | ---------------------------- |
| Orange Arena                 | Steel Aréna                  |
| 48° 08′ 38″ N, 17° 06′ 35″ E | 48° 42′ 53″ N, 21° 14′ 53″ E |
| Capacité : 9 246             | Capacité : 7 628             |
|                              |                              |

Košice, deuxième plus grande ville du pays, accueille le championnat du monde pour la première fois.
Les matchs joués dans cette ville ont lieu à la Steel Aréna, aussi connu sous le nom de Košický štadión Ladislava Trojáka, après le nom d'un joueur local et premier slovaque champion du monde en 1947, Ladislav Troják. Cette aréna a ouvert ses portes en 2006, construite à l'emplacement d'une patinoire dont les fondations datées de 1868. Sa capacité d'accueil est de 8 347 places mais est réduite à 7 628 durant la durée de l'évènement. 24 parties du championnat y sont jouées.

### Matériel promotionnel
- Mascotte
  - La mascotte officielle du championnat du monde 2011 est Goooly, un loup. Igor Nemeček, directeur-général du championnat a indiqué qu'il a été choisi car « les loups sont des animaux typiques en Slovaquie, associés étroitement avec nos forêts et campagnes ». Son créateur est Peter Hrevuš de Vaculík Advertising. Le nom a été choisi parmi plus 14 000 entrées enregistrées lors d'un concours national organisé par la Rádio Expres en association avec la fédération de Slovaquie de hockey sur glace[9].

- Hymne
  - La chanson officielle du championnat du monde 2011 est intitulée Life is a game et est interprétée par la chanteuse slovaque Kristina[10].

- Autres
  - Des pièces de monnaie commémorant l'évènement ont été frappées pour l'occasion[11]. Les services postaux slovaques ont mis en circulation deux timbres célébrant le championnat[12].

### Tour préliminaire
Le groupe principal regroupe seize équipes, réparties en quatre groupes de quatre (de A à D).

(Toutes les heures sont indiquées en Heure avancée de l'est : UTC - 5H)
| Groupe A (Bratislava) - Russie - Slovaquie - Allemagne - Slovénie | Groupe B (Košice) - Canada - Suisse - Biélorussie - France | Groupe C (Košice) - Suède - États-Unis - Norvège - Autriche | Groupe D (Bratislava) - Finlande - Tchéquie - Lettonie - Danemark |

#### Groupe A  (Bratislava)
|   | Équipe    | PJ | V | VP | DP | D | BP | BC | Diff. | Pts |
| 1 | Allemagne | 3  | 2 | 1  | 0  | 0 | 10 | 6  | +4    | 8   |
| 2 | Russie    | 3  | 2 | 0  | 0  | 1 | 10 | 9  | +1    | 6   |
| 3 | Slovaquie | 3  | 1 | 0  | 0  | 2 | 9  | 9  | 0     | 3   |
| 4 | Slovénie  | 3  | 0 | 0  | 1  | 2 | 8  | 13 | −5    | 1   |

#### Groupe B (Košice)
|   | Équipe      | PJ | V | VP | DP | D | BP | BC | Diff. | Pts |
| 1 | Canada      | 3  | 2 | 1  | 0  | 0 | 17 | 5  | +12   | 8   |
| 2 | Suisse      | 3  | 1 | 1  | 1  | 0 | 8  | 5  | +3    | 6   |
| 3 | France      | 3  | 0 | 1  | 1  | 1 | 3  | 11 | −8    | 3   |
| 4 | Biélorussie | 3  | 0 | 0  | 1  | 2 | 3  | 10 | −7    | 1   |

#### Groupe C (Košice)
|   | Équipe     | PJ | V | VP | DP | D | BP | BC | Diff. | Pts |
| 1 | Suède      | 3  | 2 | 0  | 1  | 0 | 13 | 7  | +6    | 7   |
| 2 | États-Unis | 3  | 2 | 0  | 0  | 1 | 11 | 9  | +2    | 6   |
| 3 | Norvège    | 3  | 1 | 1  | 0  | 1 | 12 | 8  | +4    | 5   |
| 4 | Autriche   | 3  | 0 | 0  | 0  | 3 | 1  | 13 | -12   | 0   |

#### Groupe D (Bratislava)
|   | Équipe   | PJ | V | VP | DP | D | BP | BC | Diff. | Pts |
| 1 | Tchéquie | 3  | 3 | 0  | 0  | 0 | 12 | 3  | +9    | 9   |
| 2 | Finlande | 3  | 1 | 1  | 0  | 1 | 9  | 5  | +4    | 5   |
| 3 | Danemark | 3  | 0 | 1  | 0  | 2 | 4  | 13 | -9    | 2   |
| 4 | Lettonie | 3  | 0 | 0  | 2  | 1 | 6  | 10 | -4    | 2   |

### Tour de qualification

#### Groupe E (Bratislava)
|   | Équipe    | PJ | V | VP | DP | D | BP | BC | Diff. | Pts |
| 1 | Tchéquie  | 5  | 5 | 0  | 0  | 0 | 19 | 7  | +12   | 15  |
| 2 | Finlande  | 5  | 2 | 2  | 0  | 1 | 15 | 10 | +5    | 10  |
| 3 | Allemagne | 5  | 2 | 0  | 2  | 1 | 15 | 17 | −2    | 8   |
| 4 | Russie    | 5  | 2 | 0  | 1  | 2 | 12 | 13 | −1    | 7   |
| 5 | Slovaquie | 5  | 1 | 0  | 0  | 4 | 13 | 14 | −1    | 3   |
| 6 | Danemark  | 5  | 0 | 1  | 0  | 4 | 9  | 22 | −13   | 2   |

#### Groupe F (Košice)
|   | Équipe     | PJ | V | VP | DP | D | BP | BC | Diff. | Pts |
| 1 | Canada     | 5  | 3 | 2  | 0  | 0 | 23 | 11 | +12   | 13  |
| 2 | Suède      | 5  | 3 | 0  | 1  | 1 | 18 | 10 | +8    | 10  |
| 3 | Norvège    | 5  | 2 | 1  | 0  | 2 | 17 | 15 | +2    | 8   |
| 4 | États-Unis | 5  | 2 | 0  | 1  | 2 | 15 | 19 | −4    | 7   |
| 5 | Suisse     | 5  | 1 | 1  | 1  | 2 | 11 | 12 | −1    | 6   |
| 6 | France     | 5  | 0 | 0  | 1  | 4 | 5  | 22 | −17   | 1   |

### Tour de relégation
Le tour de relégation est nommé Groupe G. L'Autriche et la Slovénie sont reléguées en Division 1 pour l'édition 2012.
|   | Équipe      | PJ | V | VP | DP | D | BP | BC | Diff. | Pts |
| 1 | Lettonie    | 3  | 2 | 0  | 0  | 1 | 12 | 9  | +3    | 6   |
| 2 | Biélorussie | 3  | 2 | 0  | 0  | 1 | 17 | 9  | +8    | 6   |
| 3 | Autriche    | 3  | 1 | 0  | 0  | 2 | 6  | 13 | -7    | 3   |
| 4 | Slovénie    | 3  | 1 | 0  | 0  | 2 | 8  | 12 | -4    | 3   |

### Phase finale
|  | Quarts de finale | Quarts de finale |          |          | Demi-finales           | Demi-finales |  |  | Finale | Finale |
|  | Quarts de finale | Quarts de finale |          |          | Demi-finales           | Demi-finales |  |  | Finale | Finale |
|  |                  |                  |          |          |                        |              |  |  |        |        |
|  |                  |                  |          |          |                        |              |  |  |        |        |
|  |                  |                  |          |          |                        |              |  |  |        |        |
|  | Tchéquie         | 4                |          |          |                        |              |  |  |        |        |
|  | Tchéquie         | 4                |          |          |                        |              |  |  |        |        |
|  | États-Unis       | 0                |          |          |                        |              |  |  |        |        |
|  | États-Unis       | 0                | Tchéquie | 2        |                        |              |  |  |        |        |
|  |                  |                  | Tchéquie | 2        |                        |              |  |  |        |        |
|  |                  | Suède            | 5        |          |                        |              |  |  |        |        |
|  | Suède            | Suède            | 5        | 5        |                        |              |  |  |        |        |
|  | Suède            |                  |          | 5        |                        |              |  |  |        |        |
|  | Allemagne        | 2                |          |          |                        |              |  |  |        |        |
|  | Allemagne        | 2                | Suède    | 1        |                        |              |  |  |        |        |
|  |                  |                  | Suède    | 1        |                        |              |  |  |        |        |
|  |                  | Finlande         | 6        |          |                        |              |  |  |        |        |
|  | Canada           | Finlande         | 6        | 1        |                        |              |  |  |        |        |
|  | Canada           |                  |          | 1        |                        |              |  |  |        |        |
|  | Russie           | 2                |          |          |                        |              |  |  |        |        |
|  | Russie           | 2                | Russie   | 0        |                        |              |  |  |        |        |
|  |                  |                  | Russie   | 0        | Match pour la 3e place |              |  |  |        |        |
|  |                  | Finlande         | 3        |          |                        |              |  |  |        |        |
|  | Finlande         | Finlande         | 3        | 4        |                        |              |  |  |        |        |
|  | Finlande         |                  |          | 4        |                        |              |  |  |        |        |
|  | Norvège          | 1                |          | Tchéquie | 7                      |              |  |  |        |        |
|  | Norvège          | 1                |          | Tchéquie | 7                      |              |  |  |        |        |
|  |                  |                  |          |          |                        |              |  |  | Russie | 4      |
|  |                  |                  |          |          |                        |              |  |  | Russie | 4      |

### Classement final
| Place              | Équipe      |
| ------------------ | ----------- |
| Médaille d'or      | Finlande    |
| Médaille d'argent  | Suède       |
| Médaille de bronze | Tchéquie    |
| 4                  | Russie      |
| 5                  | Canada      |
| 6                  | Norvège     |
| 7                  | Allemagne   |
| 8                  | États-Unis  |
| 9                  | Suisse      |
| 10                 | Slovaquie   |
| 11                 | Danemark    |
| 12                 | France      |
| 13                 | Lettonie    |
| 14                 | Biélorussie |
| 15                 | Autriche    |
| 16                 | Slovénie    |

### Médaillés
| Or Finlande | Juhamatti Aaltonen, Mikael Granlund, Niko Hovinen, Jarkko Immonen, Topi Jaakola, Jesse Joensuu, Niko Kapanen, Mikko Koivu, Leo Komarov, Lasse Kukkonen, Janne Lahti, Jani Lajunen, Teemu Lassila, Sami Lepistö, Janne Niskala, Petteri Nokelainen, Janne Pesonen, Antti Pihlström, Pasi Puistola, Mika Pyörälä, Tuomo Ruutu, Anssi Salmela, Ossi Väänänen, Jyrki Välivaara, Petri Vehanen Entraîneur : Jukka Jalonen |

| Argent Suède | Mikael Backlund, Patrik Berglund, Oliver Ekman Larsson, Jimmie Ericsson, Loui Eriksson, Tim Erixon, Erik Ersberg, Viktor Fasth, Daniel Fernholm, Nicklas Grossman, Carl Gunnarsson, Andreas Jämtin, Staffan Kronwall, Marcus Krüger, Anders Nilsson, Robert Nilsson, Magnus Pääjärvi-Svensson, Niklas Persson, David Petrasek, David Rundblad, Jakob Silfverberg, Mattias Sjögren, Mattias Tedenby, Martin Thörnberg, Rickard Wallin Entraîneur : Pär Mårts |

| Bronze République tchèque | Petr Čáslava, Roman Červenka, Patrik Eliáš, Michael Frolík, Martin Havlát, Petr Hubáček, Jaromír Jágr, Jakub Kovář, Lukáš Krajíček, Jan Marek, Radek Martínek, Milan Michálek, Zbyněk Michálek, Ondřej Němec, Jiří Novotný, Ondřej Pavelec, Tomáš Plekanec, Petr Průcha, Karel Rachůnek, Tomáš Rolinek, Martin Škoula, Jakub Štěpánek, Petr Vampola, Jakub Voráček, Marek Židlický Entraîneur : Alois Hadamczik |

### Honneurs individuels
- Meilleur gardien : Viktor Fasth (Suède).
- Meilleur défenseur : Alex Pietrangelo (Canada).
- Meilleur attaquant : Jaromír Jágr (République tchèque).
- Équipe type des médias :

| Gardien | Viktor Fasth (Suède)    | Viktor Fasth (Suède)    | Viktor Fasth (Suède)      | Viktor Fasth (Suède)                | Viktor Fasth (Suède)                | Viktor Fasth (Suède)                |
| Défense | David Petrasek (Suède)  | David Petrasek (Suède)  | David Petrasek (Suède)    | Marek Židlický (République tchèque) | Marek Židlický (République tchèque) | Marek Židlický (République tchèque) |
| Attaque | Patrik Berglund (Suède) | Patrik Berglund (Suède) | Jarkko Immonen (Finlande) | Jarkko Immonen (Finlande)           | Jaromír Jágr (République tchèque)   | Jaromír Jágr (République tchèque)   |

- Meilleur joueur (médias) : Viktor Fasth (Suède).

### Meilleurs pointeurs
| Joueur          | PJ | B | A | Pts | +/- | Pun |
| --------------- | -- | - | - | --- | --- | --- |
| Jarkko Immonen  | 9  | 9 | 3 | 12  | +2  | 2   |
| Patrik Berglund | 9  | 8 | 2 | 10  | +6  | 8   |
| Tomáš Plekanec  | 8  | 6 | 4 | 10  | +3  | 6   |
| Roman Červenka  | 9  | 4 | 6 | 10  | +7  | 4   |
| John Tavares    | 7  | 5 | 4 | 9   | +6  | 12  |
| Jaromír Jágr    | 9  | 5 | 4 | 9   | +5  | 4   |
| Patrik Eliáš    | 9  | 4 | 5 | 9   | +4  | 6   |
| Mikael Granlund | 9  | 2 | 7 | 9   | +3  | 2   |
| Mathis Olimb    | 7  | 1 | 8 | 9   | 0   | 4   |
| Marius Holtet   | 7  | 6 | 2 | 8   | +6  | 4   |

### Meilleurs gardiens de but
Nota :  PJ = parties jouées, MIN = temps de jeu (minutes), V= victoires, D = défaites, TFJ = fusillades jouées, BC = buts contre, BL = blanchissages, ARR% = pourcentage d'efficacité, MOY= moyenne de buts alloués
| Joueur         | MIN          | Arr. | BC | MOY  | ARR%  | BL |
| -------------- | ------------ | ---- | -- | ---- | ----- | -- |
| Petri Vehanen  | 388 min 13 s | 175  | 8  | 1.24 | 95.43 | 1  |
| Viktor Fasth   | 420 min 0 s  | 221  | 12 | 1.71 | 94.57 | 3  |
| Ondřej Pavelec | 479 min 16 s | 247  | 15 | 1.88 | 93.93 | 2  |
| Tobias Stephan | 240 min 48 s | 111  | 7  | 1.74 | 93.69 | 0  |
| Lars Haugen    | 422.18       | 257  | 19 | 2.70 | 92.61 | 1  |

## Division I

### Groupe A
À Budapest en Hongrie. Le Japon n'a pas participé en raison d'un cas de force majeure : le séisme de 2011 de la côte Pacifique du Tōhoku. Sa place pour l'édition 2012 est conservée et le cinquième de la poule est donc relégué.

#### Classement
|   | Équipe       | PJ | V | VP | DP | D | BP | BC | Diff. | Pts |
| 1 | Italie       | 4  | 3 | 1  | 0  | 0 | 15 | 5  | +10   | 11  |
| 2 | Hongrie      | 4  | 3 | 0  | 1  | 0 | 29 | 11 | +18   | 10  |
| 3 | Corée du Sud | 4  | 1 | 0  | 1  | 2 | 11 | 18 | -7    | 4   |
| 4 | Pays-Bas     | 4  | 1 | 0  | 0  | 3 | 16 | 18 | -2    | 3   |
| 5 | Espagne      | 4  | 0 | 1  | 0  | 3 | 6  | 25 | -19   | 2   |

#### Honneurs personnels
- Meilleur gardien de but : Hyun Seung Eum (Corée du Sud)
- Meilleur défenseur : Armin Helfer (Italie)
- Meilleur attaquant : István Sofron (Hongrie)

- Meilleur pointeur : Balázs Ladányi (Hongrie), 12 points.
- Meilleur buteur : István Sofron (Hongrie), 6 buts.
- Meilleur passeur : Balázs Ladányi (Hongrie), 10 assistances.
- Meilleur +/- : Balázs Ladányi (Hongrie), +7.

### Groupe B
À Kiev en Ukraine.

#### Matches
| Date     | Équipe          | Score    | Équipe          | Score par période  |
| -------- | --------------- | -------- | --------------- | ------------------ |
| 17 avril | Estonie         | 1-5      | Kazakhstan      | 0-2, 1-1, 0-2      |
| 17 avril | Lituanie        | 1-5      | Pologne         | 1-2, 0-2, 0-1      |
| 17 avril | Grande-Bretagne | 5-3      | Ukraine         | 0-1, 3-2, 2-0      |
| 18 avril | Pologne         | 8-3      | Estonie         | 1-0, 2-1, 5-2      |
| 18 avril | Kazakhstan      | 2-1      | Grande-Bretagne | 0-1, 1-0, 1-0      |
| 18 avril | Ukraine         | 5-1      | Lituanie        | 2-0, 1-1, 2-0      |
| 20 avril | Kazakhstan      | 7-0      | Lituanie        | 2-0, 3-0, 2-0      |
| 20 avril | Estonie         | 0-7      | Grande-Bretagne | 0-7, 0-0, 0-0      |
| 20 avril | Ukraine         | 4-1      | Pologne         | 1-0, 3-1, 0-0      |
| 21 avril | Grande-Bretagne | 5-2      | Lituanie        | 4-0, 1-1, 0-1      |
| 21 avril | Pologne         | 2-4      | Kazakhstan      | 0-2, 0-1, 2-1      |
| 21 avril | Ukraine         | 5-2      | Estonie         | 1-0, 4-2, 0-0      |
| 23 avril | Lituanie        | 5-2      | Estonie         | 2-1, 1-1, 2-0      |
| 23 avril | Pologne         | 2-3      | Grande-Bretagne | 1-2, 1-0, 0-1      |
| 23 avril | Kazakhstan      | 3-2 a.p. | Ukraine         | 0-0, 1-1, 1-1, 1-0 |

#### Classement
|   | Équipe          | PJ | V | VP | DP | D | BP | BC | Diff. | Pts |
| 1 | Kazakhstan      | 5  | 4 | 1  | 0  | 0 | 21 | 6  | +15   | 14  |
| 2 | Grande-Bretagne | 5  | 4 | 0  | 0  | 1 | 21 | 9  | +12   | 12  |
| 3 | Ukraine         | 5  | 3 | 0  | 1  | 1 | 19 | 12 | +7    | 10  |
| 4 | Pologne         | 5  | 2 | 0  | 0  | 3 | 18 | 15 | +3    | 6   |
| 5 | Lituanie        | 5  | 1 | 0  | 0  | 4 | 9  | 24 | -15   | 3   |
| 6 | Estonie         | 5  | 0 | 0  | 0  | 5 | 8  | 30 | -22   | 0   |

#### Honneurs personnels
- Meilleur gardien : Stephen Murphy (Grande-Bretagne)
- Meilleur défenseur : Roman Savtchenko (Kazakhstan)
- Meilleur attaquant : Oleksandr Materoukhine (Ukraine).

## Division II

### Groupe A
Le groupe A de la Division II s'est déroulée du 4 au 10 avril 2011 à la Ice House à Melbourne en Australie. La Corée du Nord déclare forfait peu de temps avant le tournoi en raison de difficultés financières. Elle est reléguée en Division III pour l'édition 2012, chacune de ses rencontres étant comptabilisée comme des défaites sur le score de 5-0.
À domicile, l'Australie domine chacun de ses adversaires et accède à la Division I,.
|   | Équipe           | PJ | V | VP | DP | D | Pts | Bp | Bc | Diff |
| - | ---------------- | -- | - | -- | -- | - | --- | -- | -- | ---- |
| 1 | Australie        | 5  | 5 | 0  | 0  | 0 | 15  | 27 | 6  | +21  |
| 2 | Nouvelle-Zélande | 5  | 3 | 0  | 0  | 2 | 9   | 19 | 8  | +11  |
| 3 | Serbie           | 5  | 3 | 0  | 0  | 2 | 9   | 22 | 11 | +11  |
| 4 | Belgique         | 5  | 3 | 0  | 0  | 2 | 9   | 19 | 14 | +5   |
| 5 | Mexique          | 5  | 1 | 0  | 0  | 4 | 3   | 8  | 31 | -23  |
| 6 | Corée du Nord    | 5  | 0 | 0  | 0  | 5 | 0   | 0  | 25 | -25  |

- Honneurs personnels
  - Meilleur gardien de but : Zak Nothling (Nouvelle-Zélande)
  - Meilleur défenseur : Nikola Bibic (Serbie)
  - Meilleur attaquant : Joseph Hugues (Australie)
  - Meilleur pointeur : Joseph Hugues (Australie), 11 pts (7 buts et 4 aides)

### Groupe B
Le groupe B de la Division II s'est déroulée du 10 au 16 avril 2011 à la Dom športova à Zagreb en Croatie.
En remportant toutes ses rencontres, la Roumanie termine première et est promue en Division I pour la saison suivante. De son côté, l'Irlande, défaite à cinq reprises en autant de parties disputées, est reléguée en Division III, un an après s'y être imposée,.
|   | Équipe   | PJ | V | VP | DP | D | Pts | Bp | Bc | Diff |
| - | -------- | -- | - | -- | -- | - | --- | -- | -- | ---- |
| 1 | Roumanie | 5  | 5 | 0  | 0  | 0 | 15  | 47 | 8  | +39  |
| 2 | Croatie  | 5  | 4 | 0  | 0  | 1 | 12  | 53 | 10 | +43  |
| 3 | Islande  | 5  | 3 | 0  | 0  | 2 | 9   | 24 | 18 | +6   |
| 4 | Chine    | 5  | 2 | 0  | 0  | 3 | 6   | 26 | 25 | +1   |
| 5 | Bulgarie | 5  | 1 | 0  | 0  | 4 | 3   | 17 | 42 | –25  |
| 6 | Irlande  | 5  | 0 | 0  | 0  | 5 | 0   | 4  | 68 | –64  |

- Honneurs personnels
  - Meilleur gardien de but : Mate Tomljenovic (Croatie)
  - Meilleur défenseur : Szabolcs Papp (Roumanie)
  - Meilleur attaquant : Marko Lovrencic (Croatie)
  - Meilleur pointeur : Marko Lovrencic (Croatie), 18 pts (8 buts et 10 aides)

## Division III
La Division III s'est déroulée à la Grandwest Ice Arena au Cap en Afrique du Sud. Peu de temps avant le tournoi, la Mongolie déclare forfait en raison de difficultés financières.  Toutes ses rencontres sont comptabilisées comme des défaites sur le score de 5-0.
L'équipe d'Israël, vainqueur de toutes ses parties, termine première devant les hôtes sud-africains. Ces deux sélections sont promues en Division II pour l'édition suivante,.
|   | Équipe         | PJ | V | VP | DP | D | Pts | Bp | Bc | Diff |
| - | -------------- | -- | - | -- | -- | - | --- | -- | -- | ---- |
| 1 | Israël         | 5  | 4 | 1  | 0  | 0 | 14  | 57 | 9  | +48  |
| 2 | Afrique du Sud | 5  | 4 | 0  | 1  | 0 | 13  | 43 | 9  | +34  |
| 3 | Turquie        | 5  | 3 | 0  | 0  | 2 | 9   | 28 | 25 | +3   |
| 4 | Luxembourg     | 5  | 2 | 0  | 0  | 3 | 6   | 33 | 22 | +11  |
| 5 | Grèce          | 5  | 1 | 0  | 0  | 4 | 3   | 7  | 79 | −72  |
| 6 | Mongolie       | 5  | 0 | 0  | 0  | 5 | 0   | 0  | 25 | -25  |

- Honneurs personnels
  - Meilleur gardien de but : David Berger (Afrique du Sud)
  - Meilleur défenseur : Daniel Spivak (Israël)
  - Meilleur attaquant : Eliezer Sherbatov (Israël)
  - Meilleur pointeur : Eliezer Sherbatov (Israël), 36 pts (14 buts et 12 aides)